# Agnieszka Śnieżek
Agnieszka Śnieżek (ur. 25 października 1991 w Głuchołazach) – polska koszykarka grająca na pozycji rzucającej, mistrzyni Polski (2011, 2012, 2017).
Jest wychowanką MUKS Chrobrego Basket Głuchołazy. W latach 2007–2010 była uczennicą SMS PZKosz Łomianki, w barwach szkolnej drużyny debiutowała w sezonie 2007/2008 w ekstraklasie. W latach 2010–2012 była zawodniczką Wisły Kraków, z którą dwukrotnie zdobyła mistrzostwo Polski (2011 i 2012). W rundzie jesiennej sezonu 2012/2013 była zawodniczką Centrum Wzgórze Gdynia, od rundy wiosennej tego sezonu jest zawodniczką Ślęzy Wrocław, z którą w 2014 awansowała do ekstraklasy, a w 2016 zdobyła brązowy medal mistrzostw Polski.
Z reprezentacją Polski U–20 zdobyła w 2011 brązowy medal mistrzostw Europy, reprezentowała też Polskę na mistrzostwach Europy U–18 w 2009 (12. miejsce).

## Osiągnięcia
Na podstawie, o ile nie zaznaczono inaczej.
- Mistrzyni Polski (2011, 2012, 2017)[2]
- Finalistka pucharu Polski (2016)
- Uczestniczka rozgrywek Euroligi (2011/12)

Reprezentacja
- Brązowa medalistka mistrzostw Europy U–20 (2011)
- Uczestniczka 
  - eliminacji do Eurobasketu (2017)
  - mistrzostw Europy  U–18 (2008 – 8. miejsce, 2009 – 12. miejsce)
- Awans do PLKK ze Ślęzą Wrocław (2014)